# Walter Riehl
Walter Riehl (* 8. November 1881 in Wiener Neustadt, Niederösterreich; † 6. September 1955 in Wien) war ein österreichischer Politiker und Rechtsanwalt. Er war von 1919 bis 1923 Obmann der Deutschen Nationalsozialistische Arbeiterpartei (DNSAP) in Österreich und führte nach deren Spaltung den Deutschsozialen Verein für Österreich, der auch „Riehl-Gruppe“ genannt wurde.

## Jugend und Ausbildung
Walter Riehl war der Sohn von Anton und Hermine Riehl. Hans Riehl war sein Halbbruder. Walter besuchte in Wiener Neustadt das Gymnasium und studierte anschließend Rechtswissenschaften an der Universität Wien, wo er 1908 zum Dr. jur. promovierte. Von 1906 bis 1908 war er Richteramtspraktikant in Reichenberg, dann bis 1910 Rechtsanwaltsanwärter in Karlsbad und anschließend bis 1912 Rechtsanwalt in Bozen, Meran, Klagenfurt und Wien.
Im Ersten Weltkrieg leistete Riehl von 1914 bis 1917 Kriegsdienst und nahm an mehreren Isonzoschlachten teil.
Ab 1918 wohnte und arbeitete Walter Riehl als Strafverteidiger in Wien.

## Politische und berufliche Karriere
Riehl war politisch zuerst Sozialdemokrat. So stellte er im April 1905 als Leiter der Wahlkreiskonferenz einen Antrag zur Wiener Neustädter Zeitschrift Gleichheit, womit Anton Ofenböck Redakteur wurde und damit Adolf Duda nachfolgte. Seit 1905 als Staatsbeamter in Reichenberg angestellt, entwickelte er sich dort vom Sozialdemokraten zum radikalen deutschen Nationalisten, der versuchte, die bürgerliche deutsch-nationale Bewegung mit einer völkischen Arbeiterbewegung zu verbinden. Er war 1909 in die Deutsche Arbeiterpartei (DAP) eingetreten und gehörte zu ihren führenden Persönlichkeiten. Im Jahr 1910 wurde er aufgrund seiner radikalen Haltung aus dem Staatsdienst entlassen. Nach der Aufspaltung seiner Partei auf die Nachfolgestaaten der österreichisch-ungarischen Monarchie übernahm Riehl 1919 den Vorsitz der Deutschen Nationalsozialistischen Arbeiterpartei (DNSAP) in der nunmehrigen Republik Österreich. Im August 1920 wurde die Schaffung einer „Zwischenstaatlichen Kanzlei“ vereinbart, durch welche die NS-Schwesterparteien in Österreich, Polen, der Tschechoslowakei und auch die mittlerweile im Deutschen Reich gegründete Partei organisatorisch zusammengefasst und die NS-Bewegung insgesamt gestärkt werden sollten. Riehl wurde mit der Leitung dieser Kanzlei betraut und avancierte damit zugleich zum „Führer“ aller nationalsozialistischen Parteien.
Nach dem Weltkrieg war Riehl einer der führenden nationalsozialistischen Politiker Österreichs in den 1920er Jahren. Mit der Übernahme des Vorsitzes der Nationalsozialistischen Deutschen Arbeiterpartei (NSDAP) in München durch Adolf Hitler im Jahr 1921 kam es zu einer sukzessiven Verschlechterung des bisher guten Verhältnisses zwischen der österreichischen und der deutschen NS-Führung. Hitler beanspruchte die alleinige Führung aller nationalsozialistischen Parteien und begann sich immer öfter in österreichische Angelegenheiten einzumischen. Damit verbunden waren immer heftiger werdende Auseinandersetzungen innerhalb der DNSAP, die sich vor allem an der Frage entzündeten, ob die Partei den im Wesentlichen demokratisch-parlamentarischen Kurs, für den Riehl eintrat, oder den revolutionär-außerparlamentarischen Kurs Hitlers steuern sollte. Die Entscheidung fiel im August 1923 im Sinne Hitlers auf einem Parteitag in Salzburg. Riehl legte daher seine Funktion als Obmann der DNSAP und als Leiter der „Zwischenstaatlichen Kanzlei“ zurück. Sein Nachfolger in der DNSAP wurde der Werkmeister Karl Schulz. Riehl gründete den Deutschsozialen Verein für Österreich, was 1924 seinen Ausschluss aus der DNSAP zur Folge hatte. Der politisch völlig bedeutungslose Verein trat in eine Wahlgemeinschaft mit der Großdeutschen Volkspartei, bevor ihn Riehl im September 1930 auflöste.
Zum 26. September 1930 trat Riehl der NSDAP bei (Mitgliedsnummer 362.702), aber nicht mehr politisch hervor. 1932 wurde er für die NSDAP Gemeinderat in Wien, wurde allerdings im Zuge des Parteiverbotes im August 1933 wieder aus der NSDAP ausgeschlossen.
Riehl engagierte sich zwischenzeitlich auch in der Frontkämpfervereinigung Deutsch-Österreichs und vertrat 1927 als Rechtsanwalt die Täter von Schattendorf (Schattendorfer Urteil). Riehl war auch Verteidiger weiterer rechtsextremer Attentäter: 1925 und 1927 war er Rechtsvertreter von Otto Rothstock, dem Mörder Hugo Bettauers, sowie 1928 von Richard Strebinger, der am 26. November 1927 ein misslungenes Attentat auf den Wiener Bürgermeister Karl Seitz verübt hatte. 1933 war er Verteidiger des Nationalsozialisten Werner von Alvensleben, der ein Attentat auf Richard Steidle verübt hatte. 1934/35 war er Herausgeber und Verleger der nationalsozialistischen Wiener Wochenzeitung "Deutscher Arbeiter-Presse."
Nach dem „Anschluss“ 1938 wurde Riehl kurzfristig in Gestapo-Haft genommen. Nach seiner Freilassung bemühte er sich um eine erneute Aufnahme in die NSDAP, wurde aber abgewiesen.
Nach dem Einmarsch der sowjetischen Truppen in Wien im April 1945 wurde Walter Riehl von der Besatzungsmacht vorübergehend in Haft genommen. Leopold Kunschak, nach Kriegsende erster ÖVP-Vizebürgermeister von Wien, setzte sich für den Inhaftierten ein. Riehl sah nunmehr in der Österreichischen Volkspartei (ÖVP) seine politische Heimat. Er trat 1947 als Mitglied der ÖVP-Organisation des 1. Wiener Gemeindebezirkes bei und forderte die „Ehemaligen“ auf, die ÖVP zu wählen, „um nicht dauernd als sogenannte ,Faschisten’ abseits zu stehen.“ Aus diesen Gründen gab Riehl am 1. Februar 1953 in einer programmatischen Rundfunkrede eine Wahlempfehlung für die ÖVP ab. 1953 trat er dem „Österreichischen Akademikerbund“ bei und wurde Vorsitzender des „Sozialpolitischen Fachreferats“.